# Les Enfants du bon Dieu
Les Enfants du bon Dieu est un roman d'Antoine Blondin paru en 1952.

## Histoire
Il raconte l'aventure de Sébastien Perrin, professeur d'histoire qui ne veut pas être pris pour un canard sauvage. Après un mariage bourgeois, son foyer et l'école l'ennuient. Il retrouve la princesse Albertina d'Arunsberg-Giessen, qui a été sa maîtresse en Allemagne, où il avait été envoyé pour le STO. À partir de ce moment, tout change dans sa vie, même l'histoire qu'il enseigne à ses élèves qui se préparent à un examen.